# 多言語国家
多言語国家（たげんごこっか）とは、複数の公用語が存在する国家。複数の言語圏、文化圏にまたがった国々で見られる。あるいは、国内の少数民族への配慮が必要な場合にも考えられることである。

## ヨーロッパ
- スイス - ドイツ語、フランス語、イタリア語、ロマンシュ語
- ベルギー - オランダ語、フランス語、ドイツ語
- アイルランド - アイルランド語、英語
- フィンランド - フィンランド語、スウェーデン語
- ボスニア・ヘルツェゴビナ - ボスニア語、セルビア語、クロアチア語
- ベラルーシ - ベラルーシ語、ロシア語
- スペイン -  スペイン語、カタルーニャ語、アラン語、バレンシア語、ガリシア語、バスク語他
- 北マケドニア - マケドニア語、アルバニア語
- マルタ - マルタ語、英語
- ルクセンブルク - ルクセンブルク語、ドイツ語、フランス語
- コソボ - アルバニア語、セルビア語
- キプロス -ギリシャ語、トルコ語

## アジア

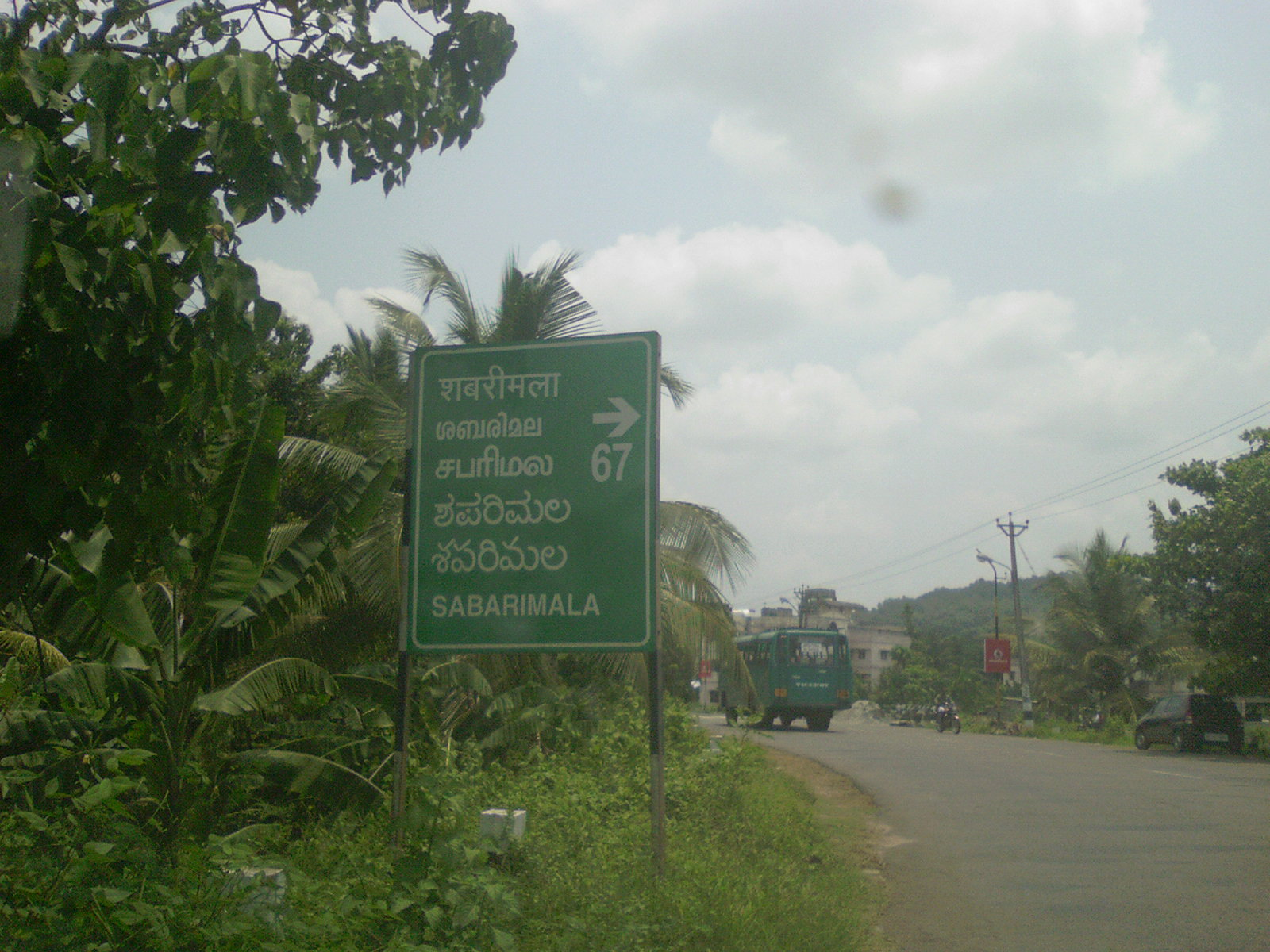
インドの交通標識。上から順にヒンディー語、マラヤーラム語、タミル語、カンナダ語、テルグ語、英語が書かれている。

- インド - 連邦公用語のヒンディー語、連邦補助公用語の英語、憲法で認められている19の地方公用語。詳細はインドの言語を参照
- スリランカ - シンハラ語、タミル語
- フィリピン - 英語、フィリピン語
- シンガポール - 英語、マレー語、標準中国語、タミル語
- アフガニスタン - パシュトー語、ダリー語
- カザフスタン - カザフ語、ロシア語
- キルギス - キルギス語、ロシア語
- 中華人民共和国 - 公式には普通話（標準中国語）。普通話以外では漢民族各方言（呉語、粤語、湘語、贛語、閩語、晋語、客家語など）と、漢民族以外の民族言語ウイグル語、チベット語、モンゴル語、チワン語などを使う人も多い。漢民族以外の民族言語は行政区内で公用語となっている。
- 日本 -　日本語。絶滅危惧言語になっているが、日本の一部地域ではアイヌ語や琉球語や八丈語といった日本本土では通じない諸言語が話されている。
- 東ティモール - テトゥン語、ポルトガル語
- レバノン - アラビア語、フランス語（事実上）

## アメリカ

### 北米
- カナダ - 英語、フランス語

### 中南米
- ハイチ - ハイチ語（クレオール語）、フランス語
- ペルー - スペイン語、ケチュア語、アイマラ語
- ボリビア - スペイン語、ケチュア語、アイマラ語、グアラニー語
- パラグアイ - スペイン語、グアラニー語

## アフリカ
- エチオピア - アムハラ語、アファル語、オロモ語、ソマリ語、ティグリニャ語
- エスワティニ - スワジ語、英語
- エリトリア - ティグリニャ語、アラビア語（共通語）、英語（共通語）
- 南アフリカ - アフリカーンス語、英語、バントゥー諸語9言語
- ケニア - 英語、スワヒリ語
- カメルーン - 英語、フランス語
- コモロ - コモロ語、フランス語、アラビア語
- ジブチ - アラビア語、フランス語
- ジンバブエ - 英語、バントゥー語群15言語
- スーダン - アラビア語、英語
- 赤道ギニア - スペイン語、ポルトガル語、フランス語
- セーシェル - セーシェル・クレオール語、英語、フランス語
- ソマリア - ソマリア語、アラビア語
- タンザニア - スワヒリ語、英語
- チュニジア - アラビア語、フランス語（事実上）
- 中央アフリカ - フランス語、サンゴ語
- ブルンジ - ルンディ語、フランス語
- マダガスカル - マダガスカル語、フランス語
- マリ - バンバラ語、フラニ語などの13言語
- モーリシャス - モーリシャス・クレオール語、英語、フランス語（事実上）
- モロッコ - アラビア語、フランス語（事実上）
- ルワンダ - ルワンダ語、フランス語、英語、スワヒリ語
- レソト - ソト語、英語

## オセアニア
- キリバス - キリバス語、英語
- サモア - サモア語、英語
- ニュージーランド - 英語、マオリ語、ニュージーランド手話
- パプア・ニューギニア - 英語、トク・ピシン、ヒリモツ語
- バヌアツ - ビスラマ語、英語、フランス語
- パラオ - パラオ語、英語
- フィジー - 英語、フィジー語、ヒンドゥスターニー語
- ツバル - ツバル語、英語
- トンガ - トンガ語、英語
- ナウル - ナウル語、英語
- マーシャル諸島 - マーシャル語、英語